# Reducers S.F. (EP)
Reducers S.F. är en självbetitlad EP av det amerikanska punkbandet Reducers S.F., utgiven 31 juli 2000 på svenska Sidekicks Records. Skivan utgavs i 7"-format och var den sista skivan att ges ut överhuvudtaget på Sidekicks Records.

## Låtlista
1. "Never Find Me"
2. "Our Noise"
3. "Refrigerator"
4. "Last Train to Dagenhamn"

### Fotnoter
1. ↑  ”Reducers S.F.”. Burning Heart Records. http://www.burningheart.com/bands/index.php?id=182. Läst 1 maj 2012.